# Furcówka (potok)
Furcówka – potok, dopływ rzeki Ochotnica. Wypływa z wysokości około 1200 m na dolnych, wschodnich obrzeżach polany Hala Młyńska na południowych stokach Kiczory (1282 m). Spływa w południowym kierunku obok polan Solnisko, Homelka i Boniorowa. Poniżej Homelki zmienia kierunek na południowo-wschodni spływając dnem głębokiej i ciasnej doliny pomiędzy południowym grzbietem Kiczory a grzbietem Góry Suchej. Na tym jego odcinku rozłożone są nad potokiem zabudowania należącego do miejscowości Ochotnica Górna przysiółka Furcówka. Na przysiółku Bartoszówka przecina Drogę Knurowską (most). Dalej spływa przez przysiółek Stalmachy, na którym zmienia kierunek na wschodni. Przepływa przez przysiółek Forendówki i łączy się z Forędówką tworząc rzekę Ochotnica.
Prawymi dopływami Furcówki są niewielkie potoki spływające spod wschodnich obrzeży polan Zielenica, Rąbaniska i Fiedorówka i jeden z północnych stoków Bukowinki. Największym lewym dopływem jest potok spływający południowymi stokami Góry Suchej. Dno potoku jest kamieniste i występują na nim niewielkie progi, bystrza i baniory.
Cała zlewnia Furcówki znajduje się we wsi Ochotnica Górna w województwie małopolskim, w powiecie nowotarskim, w gminie Ochotnica Dolna.